# Kurt Westergaard
Pour les articles homonymes, voir Westergaard.
Kurt Westergaard, né le 13 juillet 1935 et mort le 14 juillet 2021,,, est un dessinateur danois, principalement connu pour avoir caricaturé le prophète de l'islam Mahomet en le représentant vêtu d'un turban en forme de bombe dans une édition du journal danois Jyllands-Posten.

## Biographie
Kurt Westergaard travaillait au Jyllands-Posten depuis le milieu des années 1980 en tant qu’illustrateur. Il est à l’origine du plus célèbre des douze dessins publiés le 30 septembre 2005 par le quotidien danois sous le titre « le Visage de Mahomet ». Le dessin montrait le prophète avec un turban en forme de bombe.
Il reçoit de nombreuses menaces de mort. Le 12 février 2008, la police danoise déjoue une tentative d'attentat contre lui,.
Le 20 septembre 2008, Kurt Westergaard est l’invité vedette du congrès du Parti populaire danois (extrême-droite danoise)[source insuffisante].
Le 22 avril 2009, le caricaturiste, menacé de mort à plusieurs reprises, est mis en vacances pour une durée illimitée par son journal Jyllands-Posten « pour raisons de sécurité ». Kurt Westergaard, âgé de 75 ans, mais qui dit toujours avoir « une envie insatiable » de travailler, a commenté cette décision en déclarant à l'AFP : « Je le regrette. Je suis devenu un fardeau trop lourd à porter et un risque trop important ».
Le 1er janvier 2010, un Somalien, armé d'une hache et d'un couteau, s'introduit chez lui et tente de le tuer, mais est arrêté par la police danoise. Kurt Westergaard s'était prémuni de l'agresseur en se réfugiant dans sa salle de bain avec sa petite-fille.

## Tentative d'assassinat
Le 1er janvier 2010, un Somalien de 28 ans, armé d'une hache et d'un couteau, s'introduit chez lui et tente de le tuer, mais a été appréhendé par la police danoise après être entré dans la maison de Kurt Westergaard. Kurt Westergaard s'était prémuni de l'agresseur en se réfugiant dans sa salle de bain avec sa petite-fille.
Selon les services de renseignement danois (PET), l'assaillant, résidant au Danemark, avait des intentions terroristes et entretenait des liens avec le groupe islamiste radical somalien Al Chabab ainsi qu'avec des responsables d'Al-Qaïda en Afrique de l'Est. Il a été inculpé pour tentative de deux meurtres.
Muhudiin Mohamed Geeles, le somalien qui avait tenté de commettre ces deux meurtres a été condamne le vendredi 4 février, à 9 ans de prison par le tribunal danois d'Aarhus. Sa condamnation prévoit également qu'il sera ensuite expulsé vers la Somalie. Le procureur avait requis 12 ans contre lui.  Dans les jours qui avaient précédé sa tentative de meurtre, le Somalien avait regardé des vidéo de Oussama ben Laden condamnant les caricatures de Mahomet. Lui-même a nié avoir voulu tuer Kurt Westergaard. Il voulait l'effrayer et le forcer à arrêter de se vanter d'avoir fait ce dessin. L'attaque avait à l'époque été saluée par le groupe terroriste somalien Al-Shabaab, mais ce dernier avait déclaré que Muhudiin Mohamed Geeles n'appartenait pas à leur organisation.